# Zaslužki profesionalnih cestnih kolesarjev v 2020
Zaslužki profesionalnih cestnih kolesarjev so v primerjavi z ostalimi športi relativno majhni glede na vložen trud. Sicer so se precej povečali od leta 2008, še vedno pa najboljši kolesarji na svetu ne zaslužijo več kot 6 milijonov evrov letno, kar je v primerjavi s katerimi drugimi športi resnično zelo malo. Profesionalni kolesarji namreč preživijo po tri tedne skupaj na kolesu in prekolesarijo po cca 200 kilometrov dnevno v vseh mogočih vremenskih razmerah skupaj z vsemi padci in poškodbami. Na letni ravni tako povprečen profesionalni kolesar prekolesari 30.000 kilometrov in je od doma v povprečju 220 dni na letu, od tega 80 dni preživi na tekmah.

## Koliko zasluži profesionalni cestni kolesar?[1][2]
Domestique oziroma ˝pomočnik˝ je tisti kolesar, ki skrbi v ekipi za kapetana ekipe in mu na primer nosi hrano in pijačo ter ga ščiti pred vetrom ter tako vse svoje moči usmerja v zmago kapetana. Domestique lahko letno zasluži med 100.000 € do 400.000 €. Tak primer sta na primer Tim Declrecq in Julian Vermote, ki se ne bosta nujno borila za svojo slavo, vendar bosta s svojim trudom pripomogla svoji ekipi. Obstajajo tudi super-domestique kolesarji, ki služijo znato višje številke, med njimi se je tako znašel Geraint Thomas, ki je leta 2018 dobil med 1-1,5 milijona evrov, po zmagi na Tour de Franceu pa se je njegova plača zvišala na 3 milijone evrov.

## Minimalne plače profesionalnih cestnih kolesarjev
V letu 2019 so bile minimalne plače v razredu Pro-Continental na letni ravni okrog 30.855 evrov. Za World Tour je minimalna plača nekoliko višja, in sicer znaša 40.045 evrov letno. Precejšnja razlika je tudi med moškimi in ženskami v profesionalnem cestnem kolesarstvu, saj ženske do sedaj niso imeli določene minimalne plače. Z letom 2020 se prvič uveljavlja minimalna plača za ženske, vendar bo le-to dobilo le najboljših osem tekmovalk v World Touru. Minimalna plača za ženske bo tako znašala 15.000 evrov letno z načrtom, da se bo v naslednjih treh letih še povečala.

## Nagrade v kolesarstvu
Poleg plač pri ekipah pa profesionalni kolesarji seveda dobijo tudi del denarja iz drugih virov, kot so nagrade za dobljene tekme. Nagradni sklad močno variira od tekme do tekme, za primer pa lahko pogledamo tekmovanje Amstel Gold, ki je imel v letu 2019 nagradni sklad za moške v vrednosti 40.000 evrov in samo 10.000 evrov za ženske.
Za zmago na Tour de France se nagrade glede na osvojeno mesto močno razlikujejo. Zmagovalec Tour de Francea dobi namreč nagrado v višini 315.000 funtov, vendar jo mora v skladu s tradicijo razdeliti med svojo ekipo. Petouvrščeni na tej dirki bo prejel 35.000 funtov, medtem ko bo tekmovalec na desetem mestu v žep pospravil zgolj in samo še 2.650 funtov.
Giro d´Italia ima medtem nagrade razdeljene po etapah in ima skupni nagradni sklad v vrednosti 578.000 evrov. Zmagovalec vsake posamezne etape bo tako na etapo prejel nagrado v vrednosti 11.000 evrov, drugouvrščeni pa skoraj polovico manj. Vsega skupaj je na Giru d´Italia 21 etap, zmagovalec skupnega seštevka prejme 265.000 evrov, vsak dan v rožni majici pa prinese še dodatna dva tisočaka.
Drug vir zaslužka  za profesionalne cestne kolesarje pa je sama udeležba na tekmovanjih, saj naj bi na primer Chris Froome prejel kar 2 milijona evrov, da se je leta 2018 udeležil slavnega Gira d´Italia.

## 10 najbolje plačanih profesionalnih cestnih kolesarjev v letu 2020

### 10. mesto
Vincenco Nibali – 2,1 milijona evrov
Do lanskega leta je bil Nibali tretji najboljši plačani cestni kolesar na svetu s 4 milijoni evrov plače na leto. Letos je prestopil k ekipi Trek Segafredo in si s precej skromnimi rezultati plačo znižal na 2.1 milijona evrov. Nibali je leta 2016 pokazal na Giru d´Italia, da je kolesar, ki je pred tem čistil francoske ulice še kako živ.

### 9. mesto
Richard Carapaz – 2.1 milijona evrov
Ekvadorec Richard Carapaz si deli enako plačo kot Vincenzo Nibali, in sicer 2.1 milijona evrov v sezoni 2020. Carapaz je leta 2019 na presenečenje vseh dobil Giro d´Italia in potem podpisal pogodbo z Team Ineos, kar ga je takoj uvrstilo med 10 najbolje plačanih kolesarjev.

### 8. mesto
Alejandro Valverde – 2.2 milijona evrov
Tekmovalec ekipe Movistar Team, 39 letni Alejandro Valverde dokazuje, da je zanj sloves od profesionalnega kolesarstva še daleč. Leta 2018 je namreč zmagal svetovno prvenstvo in njegov naslednji cilj so Olimpijske igre naslednje leto. Alejandro Valverde v žep na leto pospravi 2.2 milijona evrov.

### 7. mesto
Julian Alaphillipe – 2,3 milijona evrov
Francoz Julian Phillipe je eden najboljših francoskih kolesarjev in je del ekipe Deceuninck-Quickstep že od leta 2013. V letu 2019 je dobil Flèche Wallone že drugič zapored, prav tako pa je zmagal tudi na Milan San remu in Strade Bianche, kar mu je prislužilo trenutno plačo v višini 2.3 milijona evrov.

### 6.mesto
Michal Kwiatkowski – 2,5 milijona evrov
Kwiatowski prihaja iz Poljske in tekmuje kot profesionalni cestni kolesar od leta 2010, ko je začel v španski ekipi Caja Rural, leta 2014 pa je postal prvi poljski kolesar, ki je osvojil Svetovno prvenstvo. Sedaj je Kwiatowski član ekipe Team Ineos z letno plačo 2,5 milijona evrov.

### 5. mesto
Fabio Aru – 2,6 milijona evrov
Fabio Aru je trenutno vodilni v ekipi United Arab Emirates za velike dirke in čeprav leto 2019 ni bilo najboljše zanj, ni dvoma, da je eden od favoritov v pelotonu. V arabski ekipi naj bi Aru letno zaslužil 2,6 milijona evrov.

### 4. mesto
Egan Bernal – 2,7 milijona evrov
Mladi kolumbijec Egan Bernal je pri rosnih 23 letih osvojil znameniti Tour de France. Od leta 2017 tekmuje pod okriljem ekipe Team Ineos, kjer je podpisal pogodbo za pet let, z letno plačo 2,7 milijona evrov.

### 3. mesto
Geraint Thomas – 3,5 milijona evrov
Britanski kolesarski up je bil eno največjih presenečenj leta 2018, vendar ni dvoma, da je bil pošteni zmagovalec Tour de Franca. Geraint Thomas je dokazal, da zna dobro voditi ekipo Sky Team in si s tem letno prisluži 3,5 milijona evrov plače.

### 2. mesto
Christopher Froome – 4,5 milijona evrov
Na drugem mestu je nihče drug kot Chris Froome, trikratni zmagovalec znamenite francoske dirke, Tour de France. Leta 2019 je doživel hudo nesrečo, zaradi katere še ni znano, kako si bo opomogel, vendar naj bi se vseeno udeleži četrtega Tour de Franca. Trenutno v ekipi Team Ineos na letni ravni zasluži 4,5 milijona evrov.

### 1.  mesto
Peter Sagan 5,5 milijona evrov
Najbolje plačani profesionalni cestni kolesar na svetu je član ekipe Bora-Hansgrohe Peter Sagan, ki naj bi bil po mnenju nekaterih najbolj talentiran kolesar na svetu. Čeprav mu ni uspelo ponovno osvojiti naslova svetovnega prvaka, pa zmaguje na vseh tekmovanjih in vsakič ponuja ogromno spektakla ob gledanju dirk. Letno tako Sagan v žep pospravi 5,5 milijona evrov.

## Zaslužki slovenskih profesionalnih kolesarjev v letu 2020
Takoj za deseterico najbolje plačanih kolesarjev na svetu lahko najdemo dva slovenska šampiona. Med njimi sta namreč na 12. mestu Primož Roglič z 2 milijoni evrov letno pri ekipi Jumbo-Visma in takoj za njim na 13. mestu, šele 21 letni Tadej Pogačar, ki je podpisal pogodbo z UAE, ki mu bo prav tako prinesla letno plačo v višini 2 milijona evrov.
Sezona je bila letos zaradi epidemije koronavirusa prekinjena, ponovno pa se bo nadaljevala 1. avgusta v Sieni, kjer se bodo kolesarji pomerili na znameniti tekmi Strade Bianche.